# 自然獨占

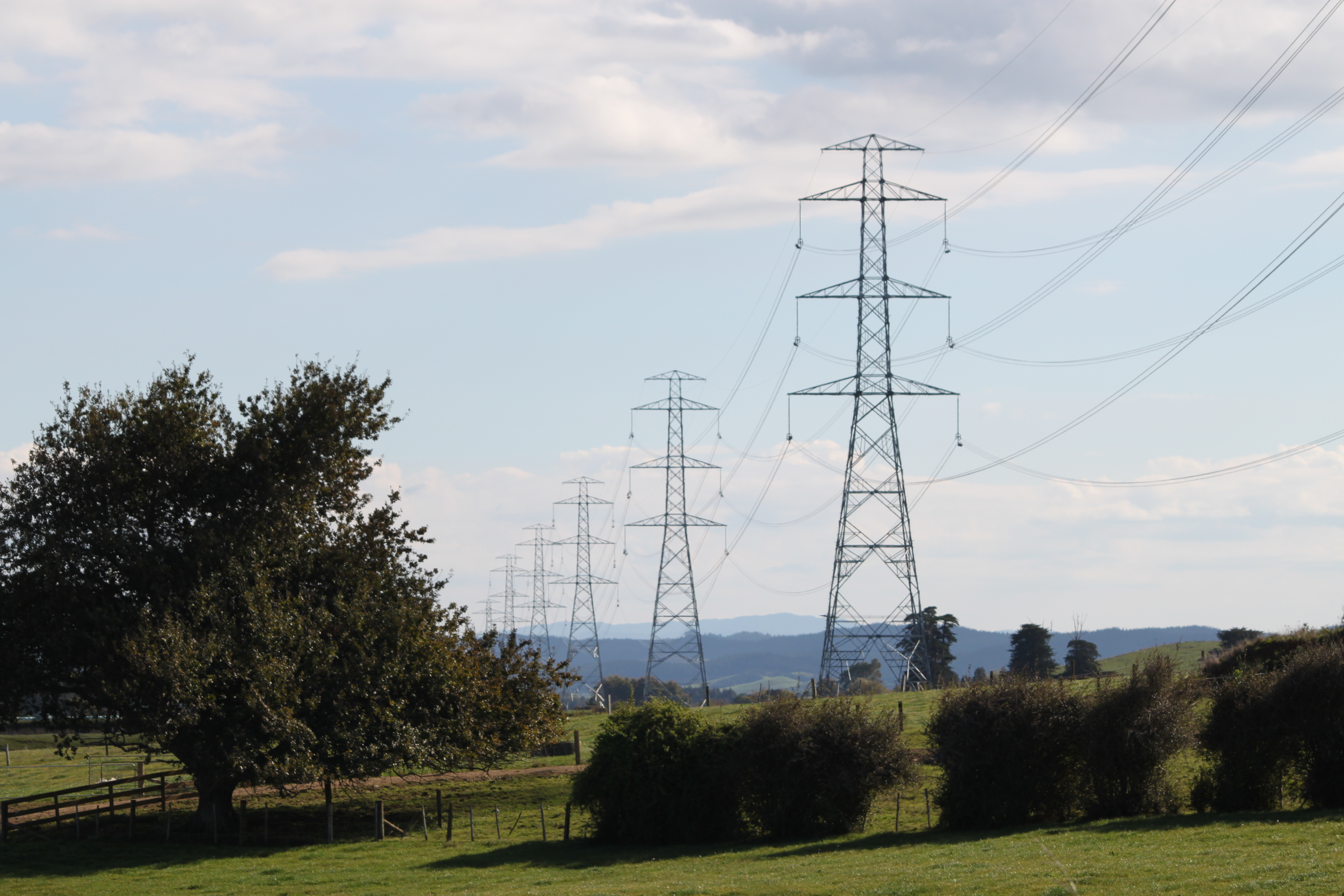
在新西蘭這樣規模較小的國家，電力供應屬於自然壟斷。 由於巨大的固定成本和較小的市場規模，一個賣家可以在其平均成本曲線的向下傾斜部分為整個市場服務，這意味著它的平均成本將低於任何潛在競爭者。

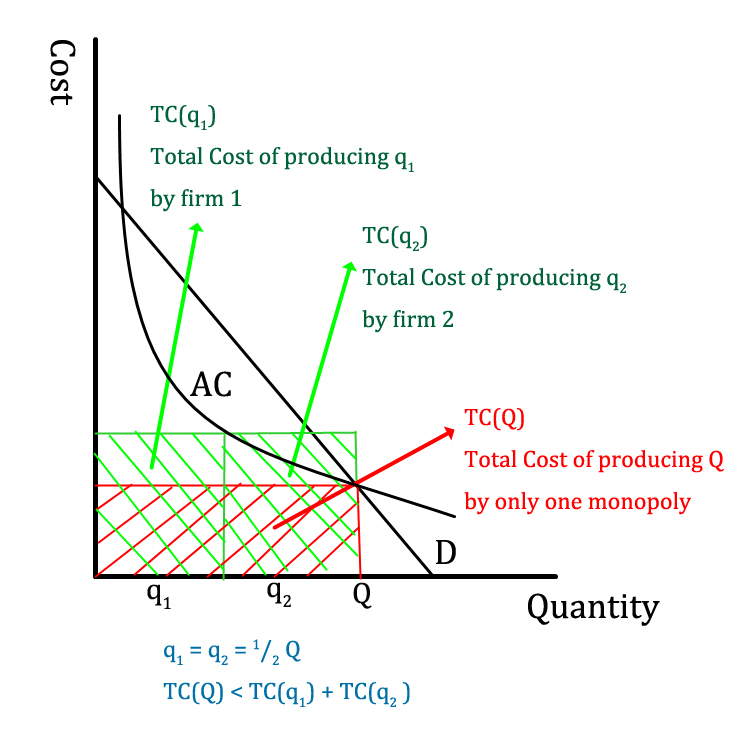
平均成本(Average Cost)會隨生產數量增加而減少。因此，壟斷者的平均生產成本較低。
綠色長方形：有競爭時，各企業的總生產成本
紅色長方形：壟斷市場時，企業的總生產成本

自然獨佔是指一個產業領域中的壟斷，通常具有高基础设施成本和高进入门槛的特点。在產業中最大的供應商，通常是市場上的優先供應商，相對於潛在競爭對手具有壓倒性優勢。 具體來說，如果一家企業生產總產出的總成本低於兩家或更多企業生產全部產品的總成本，那麼該行業就是自然壟斷行業（大产业用低成本生产生产）。 在這種情況下，很可能會形成一家公司壟斷，或少量公司之寡占，提供所有或大部分相關產品或服務。 
這經常發生在資本成本占主導地位的產業，創造了與市場規模相關的巨大規模經濟；例子包括公共事業，例如供水服務、電力、電信、郵政等。 早在 19 世紀，自然壟斷就被認為是市場失靈的潛在根源；約翰·斯圖亞特·穆勒主張政府介入監管，使它們為公共利益服務。
在個體經濟學中，自然獨占的成本具有固定成本高、邊際成本低且固定之特性。會有這樣的差異主要有兩個原因 : 規模經濟與範疇經濟。
一般来说，规模经济能够形成自然垄断，像有些公用工程如供應自來水、電力、通訊的企業，投資很大，涉及面很廣而利潤不宜過高，一個地區設多套自來水管道或電力電訊線路也確顯浪費，這種情況即自然壟斷。只由一間電力公司提供電力，可以透過大量生產降低發電成本，引入競爭反導致價格上升。又如一個小鄉鎮，只有一家租車店或一家洗衣店就足以覆蓋服務需要，也屬自然壟斷；再如高科技產品，由於投入資源而形成的技術研發能力，在一定時期只有一家或少數廠家能夠生產，而形成自然獨占。
因為壟斷形成是自動的，所以這些經濟部門受到監管。相關經濟部門的市場狀況往往從國家壟斷轉變為自由化但同時受到監管之狀態。 自由化是通過競爭和監管政策的形成來實現的。
西方自然垄断理论从产生到发展分别以规模经济、範疇经济和成本劣可加性解释了自然垄断出现和存在的原因。